# Вполне упорядоченное общество
Вполне упорядоченное общество (англ. well-ordered) — термин, используемый американским философом Джоном Ролзом (англ. John Bordley Rawls), как один из видов рассматриваемых им обществ.
Вполне упорядоченное общество — такое общество, которое предназначено не только для обеспечения блага своим членам, но и для эффективного регулирования общественной концепцией справедливости.

## Признаки вполне упорядоченного общества
- каждый принимает и знает, что другие принимают те же самые принципы справедливости;
- базисные социальные институты удовлетворяют этим принципам.

## Особенности вполне упорядоченного общества
Во вполне упорядоченном обществе люди могут предъявлять друг другу завышенные притязания, но они, тем не менее, признают общую точку зрения, которая позволяет выносить решения относительно этих притязаний. В то время как склонность людей к преследованию собственных интересов заставляет их быть бдительными в отношении друг к другу, общественное чувство справедливости делает возможным их объединение во имя безопасности. Между индивидами с различными целями общая концепция справедливости устанавливает узы гражданского содружества; общее устремление к справедливости ограничивает преследование других целей. Можно полагать общественную концепцию справедливости фундаментальной особенностью вполне упорядоченного человеческого общества.

## Почему не все общества вполне упорядочены
Далеко не все существующие общества вполне упорядочены, поскольку весьма спорно, что справедливо и что несправедливо. Люди расходятся в том, какие именно принципы должны определять основные условия соглашения в обществе. Но несмотря на эти расхождения, мы все же можем сказать, что каждый из них имеет концепцию справедливости. То есть они осознают потребность в определённом множестве принципов относительно основных прав и обязанностей и готовы принять их. Эти принципы также определяют правильное распределение выгод и тягот социальной кооперации.